# Transitverkehr (Netzwerk)
Transitverkehr bezeichnet in der Netzwerktechnik die Dienstleistung, Datenverkehr durch ein Netzwerk durchzuleiten. Dabei handelt es sich bei den Vertragspartnern meist um unterschiedlich große Provider, wobei der größere gegen Bezahlung einen sogenannten Uplink zur Verfügung stellt. Abgerechnet wird dabei nach hochgeleiteter Datenmenge.
Im Gegensatz zum Transit versteht man unter dem Begriff Peering eine Vereinbarung zwischen gleichrangigen Providern zum Datenaustausch untereinander.

## Grundlegende Funktionsweise

Schematische Darstellung von Internet-Konnektivität

Die Leistung Internetzugang kommt durch die Bereitstellung von Internet-Konnektivität, also dem Transfer von Datenpaketen in und aus dem Internet, zustande. Die Weiterleitung ins Internet kann dabei durch direkte Zugänge zu Internet-Knoten oder über die Netze anderer Internetdienstanbieter stattfinden. Bei der Entscheidung über Verknüpfungen zwischen verschiedenen autonomen Systemen stehen ökonomische Belange im Vordergrund (Policy-basiertes Routing).
Damit ein autonomes System (AS) den kompletten Verkehr eines anderen AS weiterleitet, bedarf es eines Transit-Abkommens. Im Gegensatz dazu wird beim Peering ausschließlich der Traffic zwischen den beiden Partnern untereinander weitergeleitet und insbesondere kein Transitverkehr. Während sich das Peering an öffentlichen Internet-Knoten früher gegenüber Transit-Abkommen durch geringere Kosten auszeichnete, bewirken heute fallende Transitpreise eine gegensätzliche Entwicklung.
Je nach Größe der eigenen Netze werden Internetdiensteanbieter in verschiedene Kategorien eingeteilt, sogenannte Tiers (englisch für Rang).
Bei der Tier-1-Kategorie handelt es sich um große AS, zum Beispiel Backbones wie der des US-amerikanischen Telekommunikationskonzerns AT&T. Diese bilden die oberste Schicht und kaufen selbst keinen Transit, sondern betreiben ausschließlich Peering mit anderen Tier-1-AS.
Anbieter überregionaler Netzwerke bilden die Kategorie Tier-2. Diese kaufen Transitverkehr von Tier-1-AS, was als Downstream bezeichnet wird, und verkaufen ihrerseits Transitverkehr an Tier-3-AS, analog mit Upstream bezeichnet. Vodafone fällt etwa in die Tier-2-Kategorie.
Die letzte Kategorie Tier-3 wird gebildet von kleineren, lokalen Providern (z. B. Unitymedia), die ihrerseits i. d. R. keinen Transit an andere ASe verkaufen. Diese betreiben teilweise Peering untereinander und verkaufen Transit an die Endanwender.

## Transit beim Freifunk
Gemäß dem Picopeering-Agreement, einer Vereinbarung über Grundsätze zum Aufbau von freien Netzwerken, verpflichten sich die Teilnehmer beim Freifunk zu generell freiem Transitverkehr.